# Rafał Gronicz
Rafał Wojciech Gronicz (* 9. Mai 1973 in Zgorzelec) ist ein polnischer Manager und Politiker. Seit 2006 ist er Bürgermeister seiner Heimatstadt Zgorzelec.

## Leben
Gronicz wurde 1973 in Zgorzelec geboren. Zwischen 1988 und 1992 besuchte er das Liceum. Anschließend studierte er bis 1998 an der Fakultät für Marketing und Management der Oskar-Lange-Wirtschaftsakademie in Breslau. Das Studium schloss er 1998 mit einem Masterabschluss ab. Nach dem Studium arbeitete er kurzzeitig als kaufmännischer Assistent beim Pharmaunternehmen Apexim Dolny Śląsk. Bereits 1998 wechselte er in die Leitung der Marketingabteilung der P.W. Comfort, einem Hersteller von Betonfertigteilen. Zwischen 1999 und 2001 arbeitete er als Marketingspezialist bei der Przedsiębiorstwo Eksploatacji Wód.
Im Jahr 2001 begann er ein Aufbaustudium in der Fachrichtung Finanz- und Bankwirtschaft, das er 2002 abschloss. Seit 2001 war er bei der PKO Bank Polski tätig. Hier war er bis 2005 Leiter der Abteilung für Individualkunden sowie der Abteilung für kleine und mittlere Unternehmen in den Niederlassungen in Zgorzelec und Bolesławiec. 2005 wechselte er zur Deutschen Bank.
Bereits seit 2004 war Gronicz Vorsitzender der Bürgerplattform (P.O.) in Zgorzelec. 2006 kandidierte er erfolgreich für das Amt des Bürgermeisters seiner Heimatstadt. In einer Stichwahl am 26. November 2006 konnte er 60,06 Prozent der Wählerstimmen auf sich vereinen und setzte sich damit gegen den amtierenden Bürgermeister Mirosław Fiedorowicz (Bund der Demokratischen Linken) durch, obwohl dieser im ersten Wahlgang mehr Stimmen errang. Im Jahr 2010 gewann Gronicz erneut im zweiten Wahlgang die Wahl zum Bürgermeister gegen den gleichen Herausforderer, wie vier Jahre zuvor. Er erhielt 56,29 Prozent der abgegebenen Stimmen.
Gronicz ist geschieden und hat eine noch minderjährige Tochter.